# Junkers Ju 52
Junkers Ju 52 – niemiecki średni samolot pasażerski i transportowy skonstruowany w wytwórni Junkers w latach 30. XX wieku. Stanowił podstawowy samolot transportowy armii niemieckiej w okresie II wojny światowej. Używany w służbie cywilnej i wojskowej przez liczne kraje, produkowany po wojnie także we Francji i Hiszpanii.

## Historia rozwoju

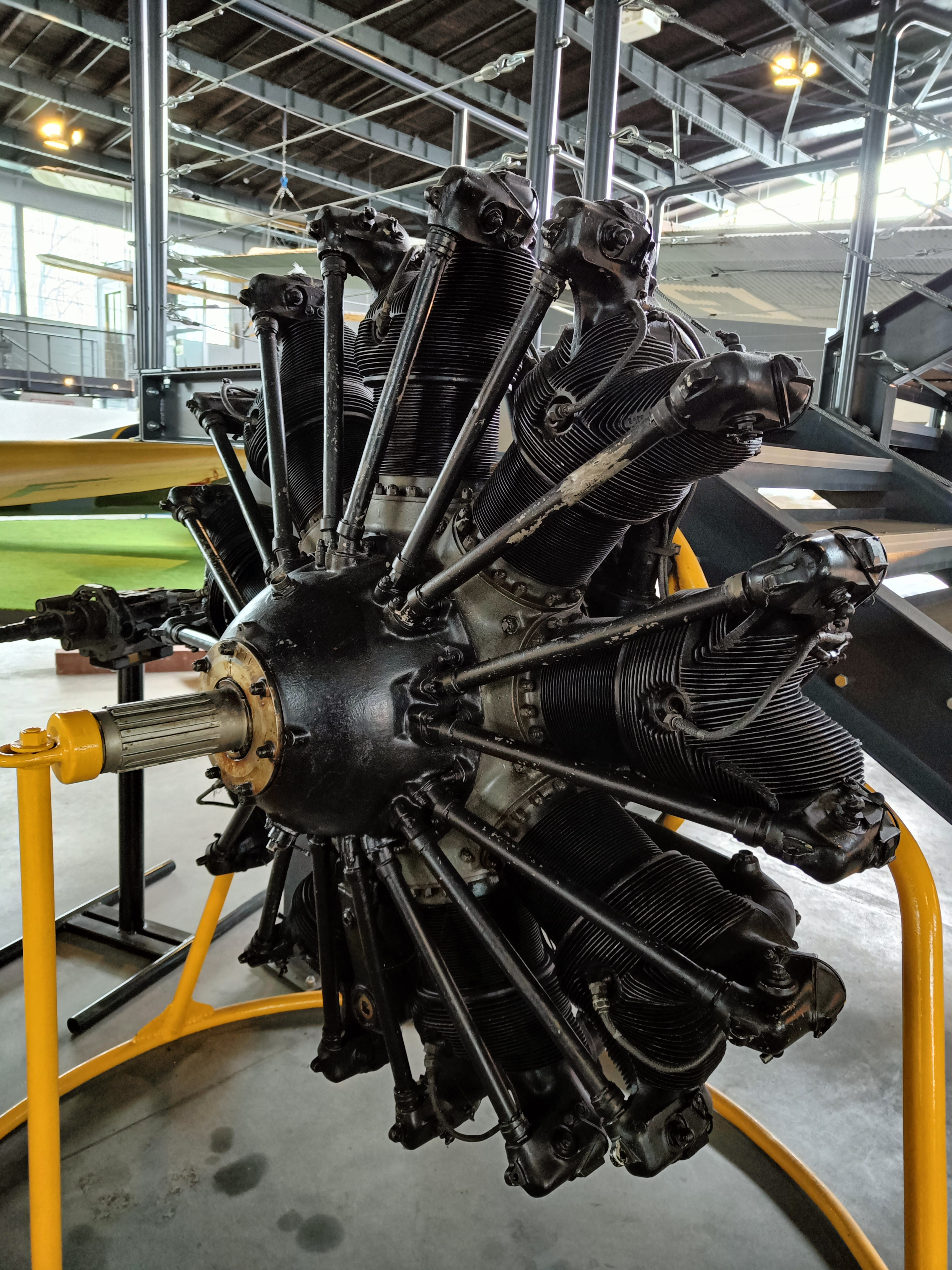
Silnik BMW 132 eksponowany w MLP w Krakowie

Plany konstrukcyjne Ju 52 jako jednosilnikowego samolotu komunikacyjnego zostały opracowane w zakładach Junkersa w 1929 roku. Pierwszy egzemplarz prototypowy został oblatany 13 października 1930 roku. Zbudowano jeszcze sześć maszyn tego typu, nazwanego Ju 52/1m. Ostatnia została przystosowana do zabudowy dwóch dodatkowych silników w skrzydłach. Powstały w ten sposób prototyp Ju 52/3m odbył pierwszy lot w kwietniu 1931.
Początkowo pełnił służbę jako samolot pasażerski i transportowy. Pod koniec 1933 zaczęto go przystosowywać również do celów militarnych. Wobec przedłużających się prac nad nowymi typami bombowców dla Luftwaffe, Ju 52 został zaproponowany jako samolot zastępczy samolot bombowy, umożliwiający szkolenie załóg do czasu otrzymania seryjnych bombowców Dornier Do 11. W ten sposób powstała zmilitaryzowana wersja, oznaczona Ju 52/3m g3e, określana jako Behelfsbomber (niem. bombowiec pomocniczy). Została ona skierowana do produkcji seryjnej, podobnie jak następne wersje militarne, różniące się szczegółami uzbrojenia i wyposażenia. Opracowano również, zbudowaną w niewielkiej serii, wersję wodnosamolotu. Zbudowana została w szwedzkiej filii Junkersa - AB Flygindustri. Potraktowano ją jako osobny model K 45.
Kiedy lotnictwo niemieckie zaczęło otrzymywać nowe typy bombowców, od 1 stycznia 1937 roku kontynuowano tylko produkcję w wersji transportowej i wykorzystywano nadal Ju 52 w wersjach pasażerskiej i transportowej. W trakcie służby samolot doczekał się licznych przeróbek. Produkowano go m.in. jako holownik szybowców i transporter skoczków spadochronowych, samolot kurierski, sanitarny, konferencyjny i do niszczenia min magnetycznych.
Od początku produkcji do zakończenia jej w połowie 1944 zbudowano w Niemczech łącznie 4835 sztuk tego samolotu. Produkowano je również na Węgrzech, a także po wojnie we Francji (AAC.1 Toucan) i w Hiszpanii (CASA C-352-L).

## Użycie w lotnictwie
Pierwszymi, cywilnymi operatorami samolotów Ju 52 były linie lotnicze: niemiecka Lufthansa, boliwijskie Lloyd Aereo Boliviano, południowoafrykańskie South African Airways, szwedzkie AB Aerotransport czy fińskie Aero O/Y. Jedna maszyna (nr seryjny Werk 4016, rejestracja CV-FAI), ze specjalnie wyposażoną, luksusową kabiną pasażerską, była samolotem dyspozycyjnym prezydenta FAI, rumuńskiego księcia Bibescu.
Jednak głównym użytkownikiem Ju 52 było wojsko. Już w 1932 samoloty boliwijskie zostały zmilitaryzowane i wzięły czynny udział w wojnie z Paragwajem o Gran Chaco. Również lotnictwo wojskowe Kolumbii eksploatowało trzy egzemplarze jako wodnosamoloty pływakowe.

### Polski Ju-52

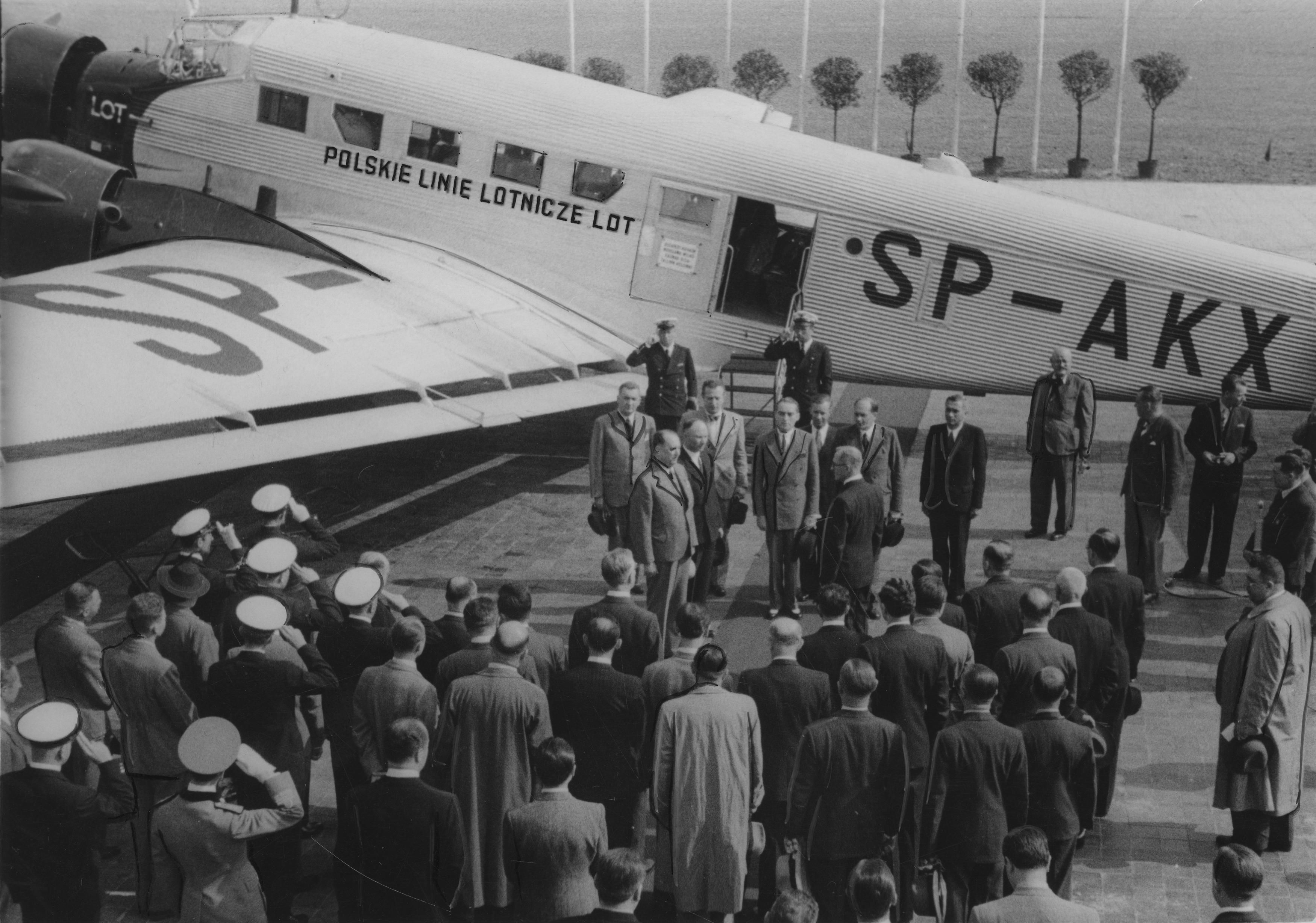
Ju-52 SP-AKX w czerwcu 1939.

Wiosną 1936 wytwórnia Junkers przyjęła 9 bardzo zużytych samolotów Junkers F 13, używanych wcześniej w Polsce na liniach pasażerskich. Zostały one następnie przez producenta złomowane, a w zamian przekazano jeden samolot typu Ju 52. Otrzymał on znaki SP-AKX i latał na trasie do Berlina i Salonik.
17 września 1939 wylądował w Bukareszcie, gdzie został internowany. Samolot następnie podobno fikcyjnie sprzedano brytyjskim liniom lotniczym, ale nigdy Rumunii nie opuścił.

### Wojna domowa w Hiszpanii
Niemieckie Junkersy Ju 52 zainaugurowały swą karierę bojową w czasie wojny domowej w Hiszpanii. 20 lipca 1936 cywilny samolot Lufthansy D-APOK rozrzucił ulotki propagandowe nad wyspą Gran Canaria. Na czas tego lotu był on tymczasowo zarekwirowany przez wojska nacjonalistów gen. Franco. Od 28 lipca do października 1936 niemieckie Junkersy, działając na rzecz nacjonalistów, przewiozły z Maroka do Hiszpanii 13 528 żołnierzy i ponad 270 ton ładunków. Był to pierwszy most powietrzny w historii lotnictwa.
Jednocześnie, od sierpnia 1936, niemieckie Ju 52 wyposażone w kontenery bombowe, rozpoczęły prowadzenie nalotów bombowych na cele republikańskie. Dziewięć samolotów otrzymało lotnictwo sił frankistowskich. Pierwszą akcję bojową przeprowadziły one 13 sierpnia 1936 startując z Sewilli dwa Ju-52 uzbrojone w bomby zbombardowały republikański okręt Jaime I. Jednym z najaktywniejszych pilotów niemieckich tamtego okresu był porucznik von Moreau. 21 sierpnia 1936, lecąc przy świetle dziennym, dostarczył on niemal dwie tony zaopatrzenia dla załogi oblężonej twierdzy Alkazar w Toledo, zrzucając cały ładunek na dziedziniec o wymiarach 60 na 70 metrów.
Po utworzeniu Legionu Condor powstała Kampfgruppe 88, skupiająca pilotowane przez pilotów niemieckich bombowe Ju 52. Jednak od lutego 1937 Ju 52 były stopniowo zastępowane w roli bombowców przez He 111 i Do 17. Wycofywane z linii Ju 52 były przekazywane frankistom, gdzie służyły jako bombowce nocne. Ostatnią akcją bombową był przeprowadzony 26 marca 1939 nalot na Belmez.

### Służba wLuftwaffe

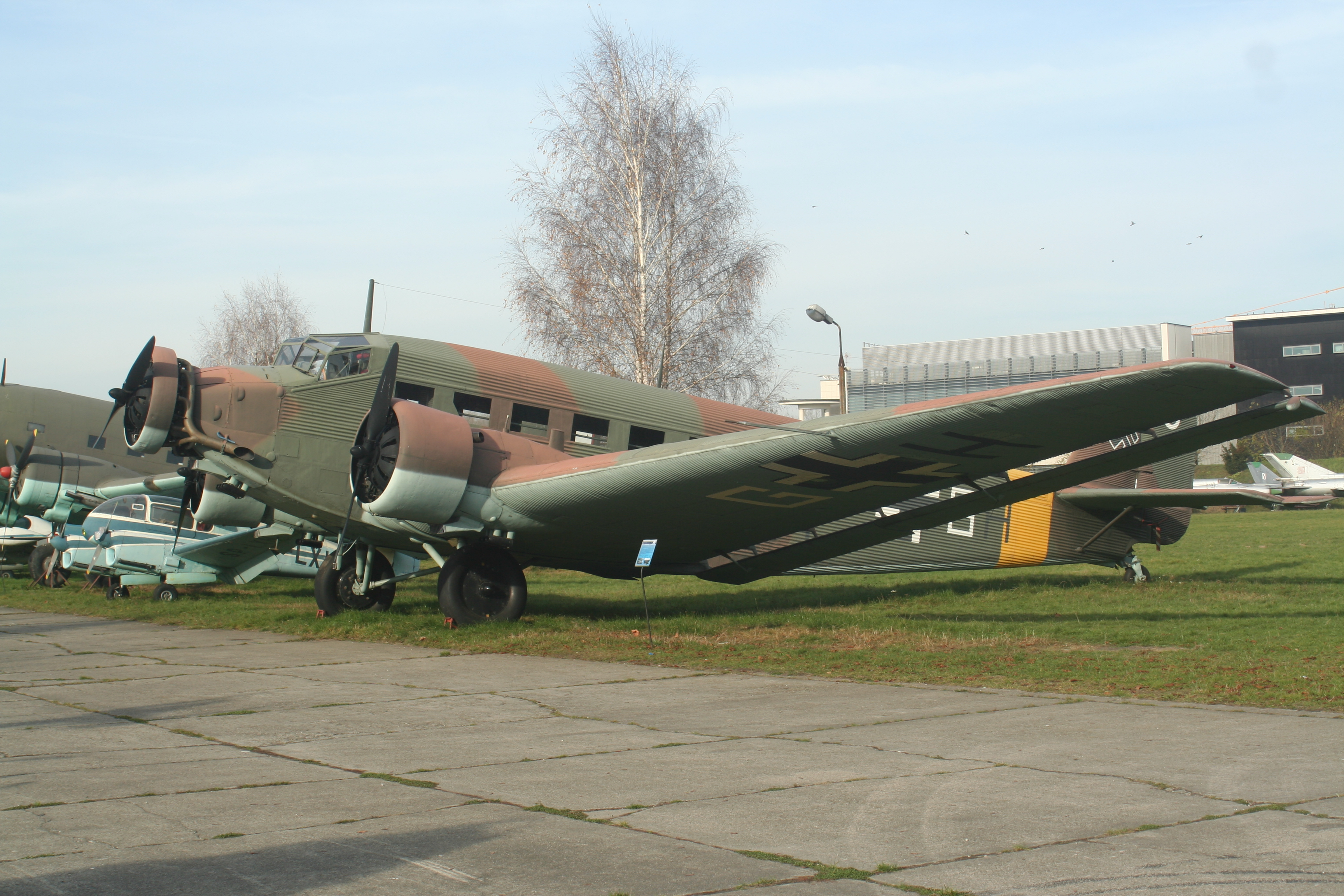
Samolot Amiot AAC.1 Toucan (Junkers Ju 52/3m g14e) w Muzeum Lotnictwa Polskiego w Krakowie

Udane przeprowadzenie operacji transportowej pomiędzy Marokiem a Hiszpanią doprowadziło do utworzenia pierwszej w historii Luftwaffe jednostki transportowej: IV./KG 152 Hindenburg, przemianowanej 1 kwietnia 1938 na KGr.z.b.V 1 (Kampfgruppe zur besonderen Verwendung – dywizjon bombowy do zadań specjalnych). Samoloty tego dywizjonu miały za zadanie transportować żołnierzy utworzonej niedawno 7.Fliegerdivision, pierwszej jednostki powietrznodesantowej w III Rzeszy. Podczas Anschlussu Austrii w 1938 samoloty tej jednostki utworzyły most powietrzny, przewożąc batalion spadochroniarzy na lotnisko w Grazu.
Jeszcze przed wybuchem II wojny światowej powstały kolejne jednostki transportowe Luftwaffe. Przeciwko Polsce w 1939 użyto około 300 samolotów Ju 52, wykonujących nie tylko zadania transportowe, ale i bombowe. Na przykład 24 i 25 września około 30 samolotów Ju-52 zrzuciło bomby zapalające i burzące na Warszawę.

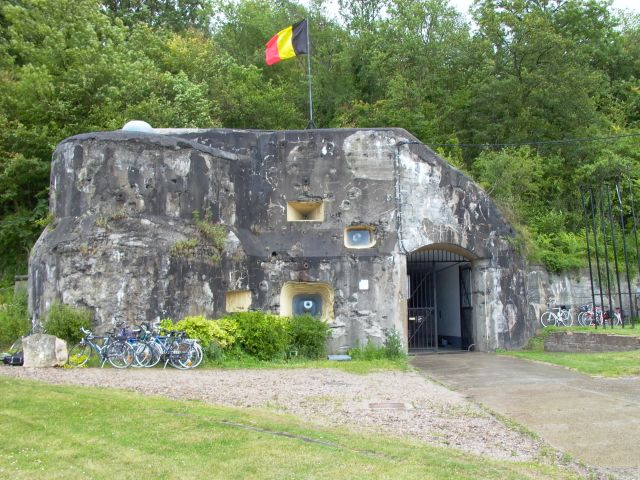
Grupa warowna Eben-Emael: blok wejściowy

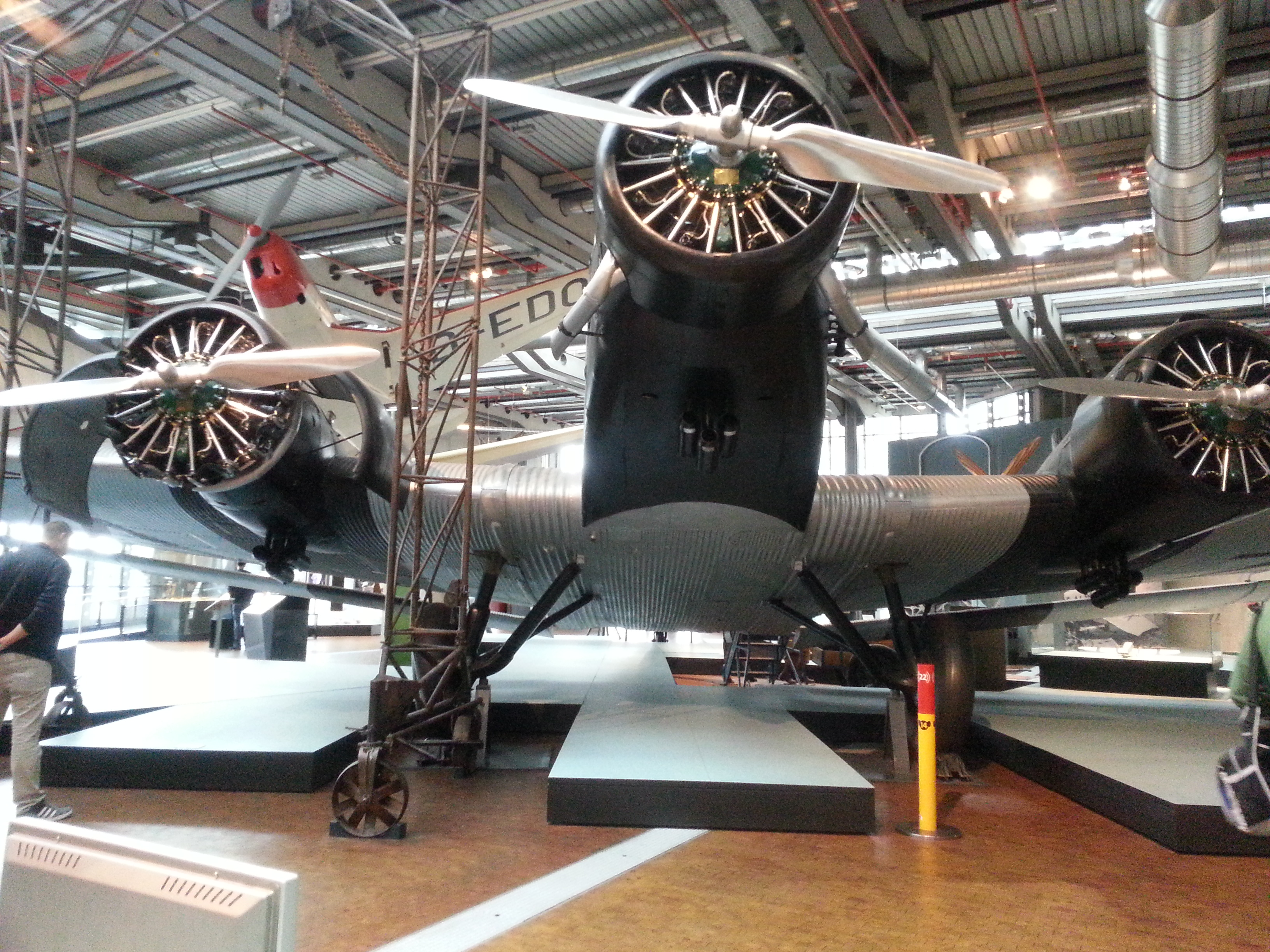
Ju 52 w Muzeum Techniki w Berlinie

W ramach operacji Weserübung Ju 52 zostały użyte do zajęcia portu lotniczego w Oslo, ważnego strategicznie mostu Vordingborg w Danii, lotnisk w Aalborgu i Stavanger.
W ramach operacji Fall Gelb przewidziano użycie niemal 500 samolotów transportowych Ju 52. Maszyny z KGr.z.b.V. 1 posłużyły za holowniki szybowców DFS 230, mających za zadanie opanować fort Eben-Emael w Belgii. Inne samoloty z tej jednostki umożliwiły desantowanie strzelców spadochronowych w okolicy mostu w Moerdijk, podobne desanty wykonano pod Dordrecht i na lotnisku Waalhaven pod Rotterdamem. W ciągu następnych dni desanty przeprowadzone przez jednostki wyposażone w Ju 52 umożliwiły zajęcie kolejnych lotnisk w rejonie Hagi.
Po zaangażowaniu się Włoch w walki przeciwko Grecji dowództwo Luftwaffe utworzyło dywizjon transportowy celem wspomożenia wojsk włoskich na tym odcinku frontu. W ciągu 50 dni trwania pomocy lotniczej na korzyść Włoch samoloty tej jednostki przewiozły ok. 30 tys. żołnierzy i 4700 ton zaopatrzenia, transportując w drodze powrotnej do Włoch 8346 rannych. Ju 52 wzięły następnie czynny udział w ataku wojsk niemieckich na Grecję, zapewniając desantowanie spadochroniarzy w rejonie Kanału Korynckiego 26 kwietnia 1941. Następną operacją desantową Luftwaffe przeprowadzoną na tym teatrze działań wojennych była operacja Merkur – desant na Kretę. Pomimo różnych błędów przy przeprowadzeniu desantowania i desperackiego oporu wojsk brytyjskich, Kreta wpadła w ręce państw Osi 31 maja 1941. Straty zwycięzców były  bardzo wysokie, wyniosły około 6600 zabitych i rannych, oraz 271 samolotów Ju 52. Według innych źródeł w czasie desantu na Kretę Niemcy utracili 220 samolotów, w tym 170 Ju-52.
W trakcie ataku na Związek Radziecki Ju 52 były używane głównie do interwencyjnych dostaw paliwa i zaopatrzenia w amunicję wysuniętych jednostek Wehrmachtu. Prowadzona jednocześnie ofensywa w Afryce Północnej wymagała zaangażowania coraz to nowych jednostek transportowych. W związku z tym rozpoczęto produkcję samolotów Ju 52 w zakładach Amiot we Francji. Na początku 1942, na skutek ofensywy Armii Czerwonej i przerwania frontu na styku pomiędzy Grupami Armii Środek i Armii Północ, powstała konieczność zaopatrywania z powietrza odciętych jednostek armii niemieckiej pod Demjańskiem. W okresie do deblokady Demjańska lotnictwo transportowe Luftwaffe wykonało ponad 14 tys. lotów, podczas których zrzucono około 25 tys.ton zaopatrzenia, paliwo i ponad 15 tys. żołnierzy, ewakuując jednocześnie 22 tys. rannych, za cenę 265 straconych samolotów.
Pod koniec 1942 jednostki transportowe Luftwaffe stanęły przed niezwykłym wyzwaniem: odcięcie 6. Armii pod Stalingradem spowodowało konieczność zaopatrzenia jednostek armii feldmarszałka Paulusa, pomimo panujących bardzo ciężkich warunków atmosferycznych. Ofensywa Armii Czerwonej, utrata kolejnych lotnisk polowych w rejonie Stalingradu i kontrakcje lotnictwa radzieckiego spowodowały stratę ponad 490 samolotów transportowych Luftwaffe do stycznia 1943, z czego 266 stanowiły Ju 52.
Junkersy Ju 52 operowały wciąż na froncie wschodnim i w Afryce Północnej, jednak narastająca przewaga lotnictwa Aliantów czyniła operacje transportowe coraz niebezpieczniejszymi. W 1944 lotnictwo niemieckie zaopatrywało odcięte wojska w Odessie oraz 1. Armię Pancerną, odciętą pod Kamieńcem Podolskim. Ostatnimi wielkimi operacjami zaopatrzeniowymi Luftwaffe były loty nad miasta zamienione w twierdze: Poznań i Wrocław.
Prosta i tania konstrukcja oraz niezawodność w eksploatacji były głównymi zaletami Ju 52. Piloci nazywali go pieszczotliwie Tante Ju (niem. „Ciotka Ju”).

### Służba w lotnictwie innych państw Osi
Poza Luftwaffe, na froncie wschodnim operowały także jednostki rumuńskie i węgierskie. Rumuńska Escadrille 107 zapewniała zaopatrzenie dla wojsk rumuńskich operujących w ramach Grupy Armii Południe. Magyar Kyrályi Honved Légierö wyposażone było w Ju 52 montowane z części w zakładach w Budapeszcie.

### Po II wojnie światowej
Ju 52, budowane przez wytwórnię Ateliers Aeronautiques de Colombes we Francji jako AAC.1 Toucan były używane w latach 1949 – 1950 przeciwko wojskom Việt Minh w walkach we francuskich Indochinach. Także hiszpańska wytwórnia Constructiones Aeronauticas SA wyprodukowała (na licencji Junkersa) po wojnie 170 maszyn typu Ju-52/3ms oznaczonych jako CASA C.352-L, używanych przez Ejercito del Aire jeszcze w latach 70. XX wieku.
Także siły powietrzne Szwajcarii używały ostatnich samolotów Ju 52 pod koniec lat 70.

## Opis konstrukcji

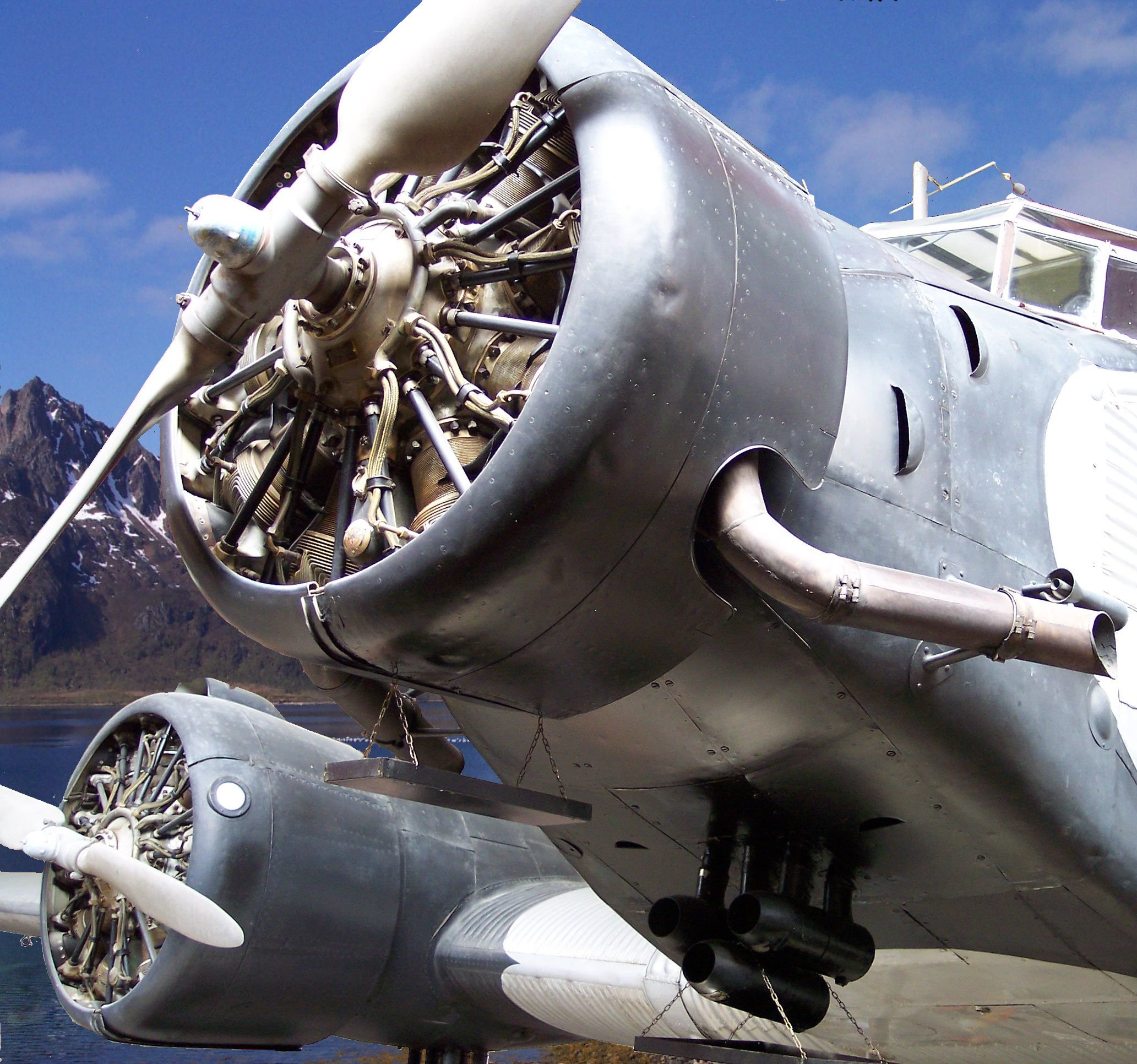

Ju 52/3m był trójsilnikowym średnim samolotem pasażerskim i transportowym. Napęd stanowiły, zależnie od wersji, trzy silniki gwiazdowe Pratt & Whitney Hornet o mocy 600 KM każdy, lub BMW 132 o mocy 830 KM każdy, montowane jeden w nosie kadłuba i dwa w skrzydłach. Na uzbrojenie obronne składały się karabin maszynowy MG 15 kal. 7,92 mm lub MG 131 kal. 13 mm w odkrytym stanowisku strzeleckim na grzbiecie kadłuba, jeden km MG 15 w ruchomym stanowisku nad kabiną pilotów i po jednym km MG 15 w okienkach z boku kadłuba. W wersjach dostosowanych do roli samolotu bombowego istniała możliwość montażu trzech kontenerów bombowych o maksymalnym udźwigu po dwie bomby po 250 kg w każdym kontenerze.

## Podobne samoloty
- Douglas C-47 Skytrain
- Savoia-Marchetti SM.81
- Bristol Bombay